# Силяп
Силя́п — река в Верхнеколымском улусе Якутии, Россия, правый приток реки Ожогина. Длина реки — 191 км, площадь водосборного бассейна — 1960 км². Берёт начало в западных отрогах гряды Таскан хребта Арга-Тас, к востоку от верховий реки Чёчёлюгюн, на высоте более 989 м над уровнем моря. В верхнем течении пересекает хребет Арга-Тас и выходит на Колымскую низменность. Преимущественное направление течения — на северо-восток. В низовьях русло сильно меандрирует, образовывая множество озёр старичного типа. Впадает в реку Ожогина по правому берегу на отметке менее 43 м над уровнем моря. Питание снеговое и дождевое.

## Основные притоки
Указаны поименованные притоки длиной 20 км и более
| Название  | Расстояние от устья | Длина | Положение |
| --------- | ------------------- | ----- | --------- |
| Встречная | 43                  | 84    | правый    |
| Нюлкучан  | 69                  | 41    | левый     |
| Грозная   | 107                 | 75    | правый    |

## Данные водного реестра
По данным государственного водного реестра России и геоинформационной системы водохозяйственного районирования территории РФ, подготовленной Федеральным агентством водных ресурсов:
- Бассейновый округ — Анадыро-Колымский
- Речной бассейн — Колыма
- Речной подбассейн — Колыма до впадения Омолона
- Водохозяйственный участок — Колыма от водомерного поста ГМС Коркодон до водомерного поста города Среднеколымск
- Код водного объекта — 19010100412119000039884